# Taraśnica

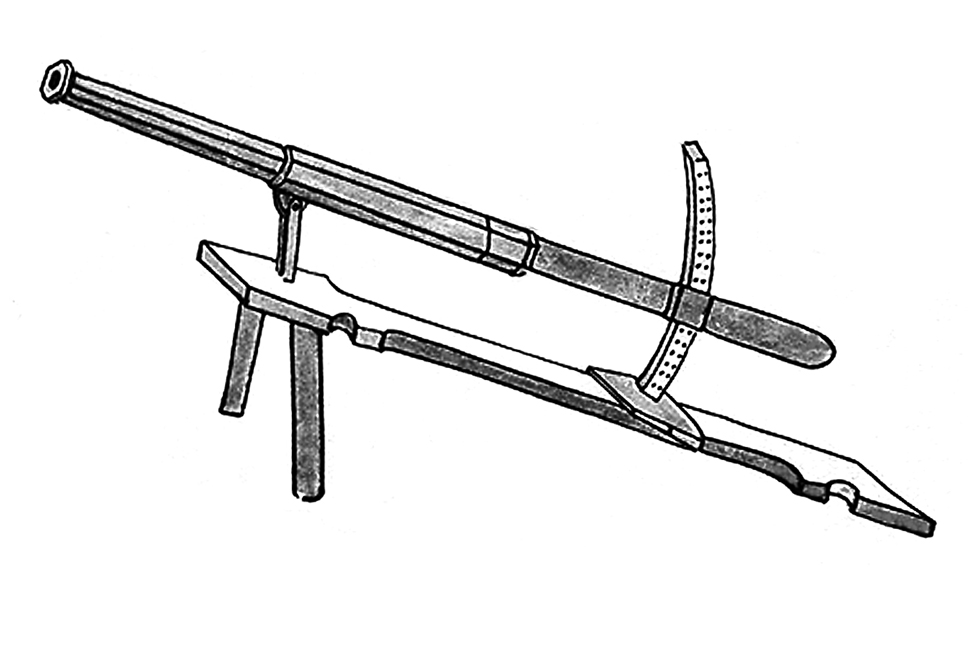
Taraśnica husycka na prostej lawecie

Taraśnica (staropol. od czes. tarasnice) – rodzaj lekkiego długolufowego działa przeznaczonego do prowadzenia ognia bezpośredniego.
W XV w. stosowali je czescy husyci, znane było wówczas i w Polsce. Nazwa pochodzi od ruchomej drewnianej zasłony (taras) umieszczanej jako przegroda w lukach pomiędzy wozami szyku taborowego. W późniejszym czasie używano go (podobnie jak hakownic) w obronie murów i innych umocnień stałych.

## Cechy
Taraśnica charakteryzowała się wyjątkowo długą lufą (stosunek kalibru do długości wynosił od 1:8 do 1:12), której średnica przewodu równa była średnicy komory prochowej. Wyróżniano taraśnice duże (kalibru 50–100 mm) i małe (kal. 25–40 mm). Zwykle kowano żelazne, choć znane są i z brązu. Strzelano z nich kulami kamiennymi, potem także żelaznymi i ołowianymi. Przypuszczalna donośność praktyczna działa wynosiła 250-300 metrów. Umieszczano je na przegrodzie (tarasie) lub innej drewnianej podstawie, także na prostej lawecie drewnianej. Jako broń palna zanikło w drugiej połowie XV wieku.